# Andrea Riggio

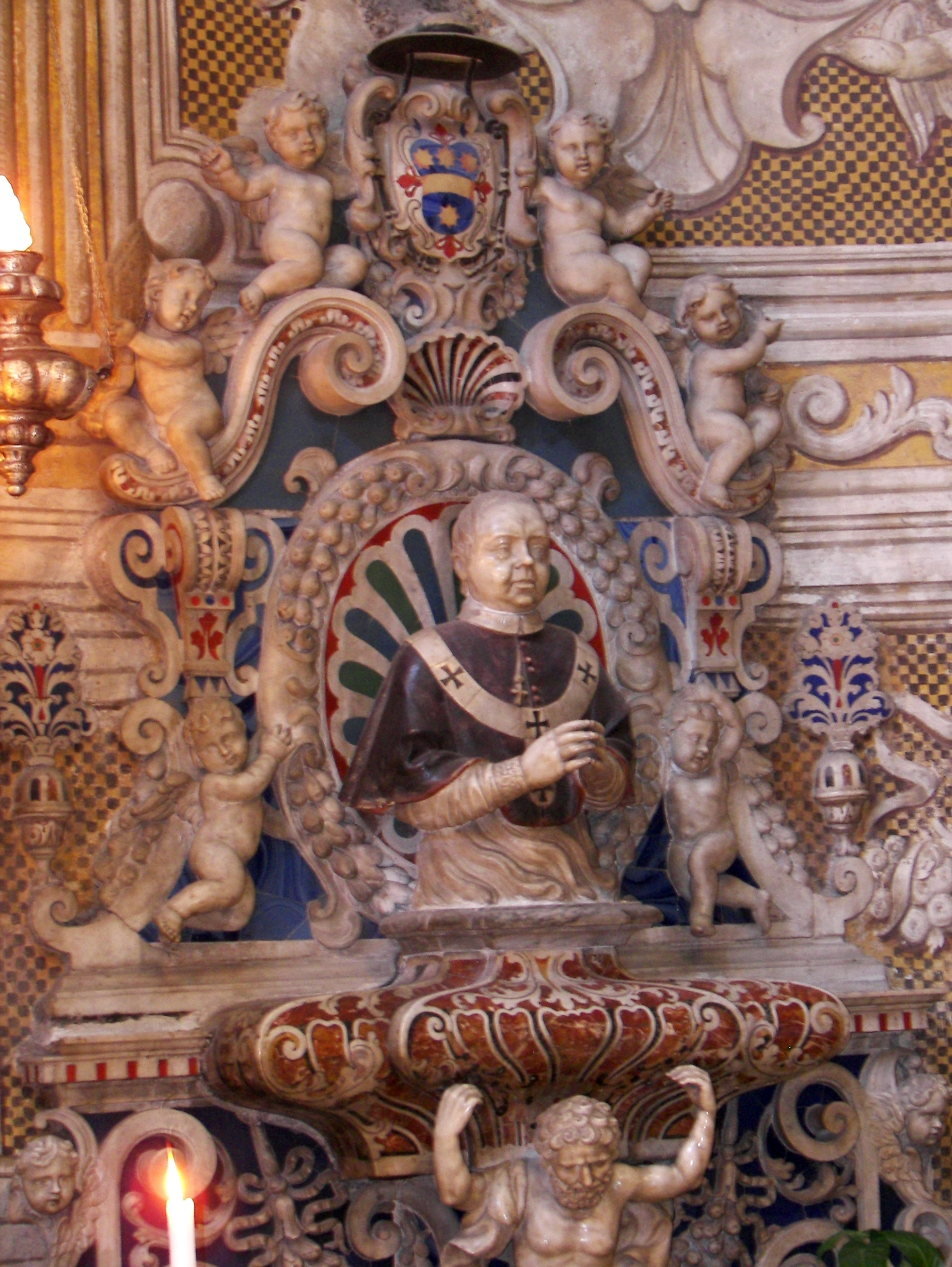
Praalgraf van patriarch Riggio in de kathedraal van Catania, Italië.

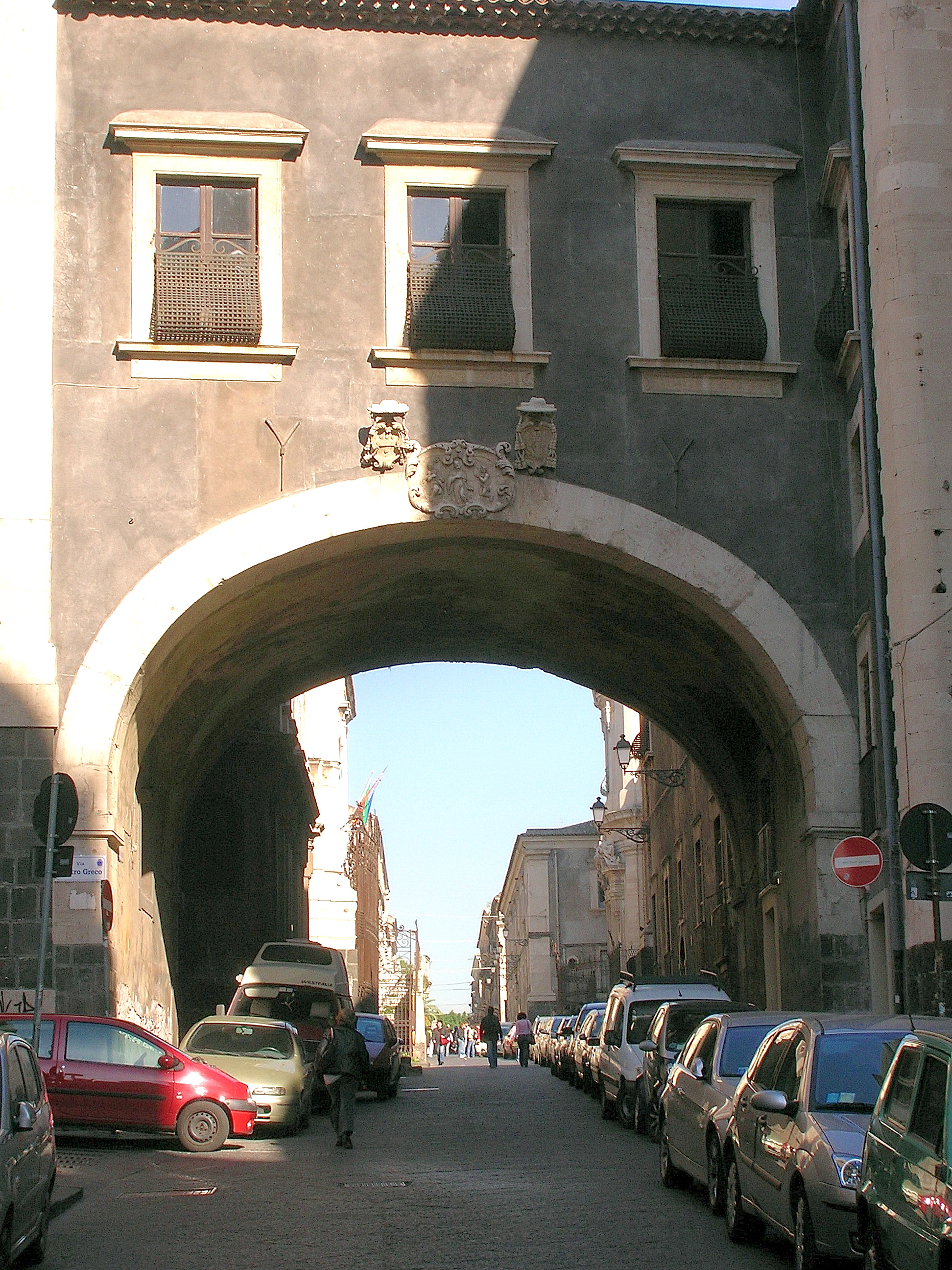
Arco San Benedetto in Catania

Andrea Riggio (Palermo, 10 maart 1660 – Rome, 15 december 1717) was prins van Catenanuova en rooms-katholiek prelaat in het Spaans vicekoninkrijk Sicilië. Riggio was bisschop van Catania (1693-1717) en titulair Latijns patriarch van Constantinopel (1716-1717). Hij was de bisschop van Catania die de stad moest heropbouwen na de zware aardbeving van 1693, tot zijn verbanning in 1713.

## Levensloop

### Jurist
Riggio groeide op in Palermo in de adellijke familie Riggio. Zijn ouders waren Don Luigi Reggio Giuffrè en Donna Francesca Saladino. Van zijn vader erfde hij de adellijke titel van prins van Catenanuova.
In 1685 werd Riggio tot priester gewijd. Hij trok naar Rome, naar de Sapienza universiteit. Daar studeerde hij af als jurist in de beide rechten of utriusque juris.

### Bisschop van Catania, een bouwwerf
Vanaf augustus 1692, na de dood van Francesco Antonio Carafa (1635-1692), bisschop van Catania, stond de bisschopstroon vacant. In januari 1693 vond een zware aardbeving plaats in Catania en heel westelijk Sicilië. In maart 1693 benoemde paus Clemens X Riggio tot bisschop van Catania. De paus gaf hem een duidelijke opdracht mee: zo snel mogelijk Catania heropbouwen en het bisdom Catania functioneel maken. Op 22 april 1693 stond bisschop Riggio in Catania, een stad die hij in puin aantrof. Van de circa 20.000 inwoners waren er nog 8.000 in leven.
Riggio zette zich in om bouwwerven te starten. Hij kreeg van Rome de toelating om met fondsen van kapellen, kloosters en abdijen die in duigen lagen, aan de slag te gaan. De kathedraal moest heropgebouwd worden, zoals talrijke andere kerken. De bouwstijl werd barok. De gezondheid van Riggio was weliswaar niet te best – hij leed aan epilepsie – doch de bouwwerven verrezen in Catania.
De relaties tussen bisschop Riggio en de Spaanse onderkoning van Sicilië verslechterden. Aanvankelijk ging het om kleine incidenten met de Senaat van Catania. Zo was er in 1699 een ter dood veroordeelde moordenaar die naar het schavot liep in Catania. Bisschop Riggio kwam hem tegen op zijn weg. Zoals de traditie het wou, kon de bisschop de gevangene gratie verlenen. Riggio schonk de man gratie en beloofde hem een ballingschap in Malta. De Spaanse soldaten sleurden de man terug naar de gevangenis doch hielden hem verder gevangen. Bisschop Riggio was vernederd en liet dit merken bij de Senaat. Een ander incident was de bouw van de Arco San Benedetto: dit was een constructie boven de Via Crociferi om twee delen van een klooster te verbinden. Hiermee wilde Riggio de grootsheid van het klooster van voor de aardbeving herstellen. Het Spaans bestuur was tegen de bouw. Toen dreigde Riggio ermee deze Spanjaarden in de ban van de Roomse Kerk te slaan. De Spanjaarden gaven toe.

### Ballingschap in Rome
De ruzie ontplofte met de zaak van de bisschop van Lipari, genoemd de Controversia Liparitana. De Spaanse vicekoning eigende zich het recht toe om bisschoppen te benoemen op basis van een eeuwenoude instelling, de Apostolica Legazia, een koningsgezinde rechtbank waarvan de oorsprong terug ging tot het Normandisch bestuur in Sicilië. Bisschop Riggio en enkele andere bisschoppen steunden het gezag van de Romeinse Curie daarentegen. Riggio nam de juridische leiding van de opstandige bisschoppen. De Spanjaarden arresteerden Riggio, alsook de bisschop van Girgenti en van Mazzara del Vallo. Op 13 april 1713 moest Riggio in ballingschap vertrekken naar Rome. Riggio sloeg iedereen in de ban die hieraan meewerkte: de Spaanse soldaten, de Senaat van Catania, de ambtenaren en de kapitein van het schip die hem van Messina naar Napels voer; finaal excommuniceerde hij zijn hele bisdom. Dit leidde tot belangrijke problemen in Catania want bijvoorbeeld dopen en begrafenissen mochten niet meer plaats vinden. Sommige priesters kozen de kant van de Spanjaarden en deden het toch. Anderen, de pausgezinde priesters, weigerden nog sacramenten te verlenen.
In Rome ijverde de verbannen Riggio voor zijn zaak. Hij bleef formeel bisschop van Catania. Meer nog, in 1715 schortte paus Clemens IX de werking van de Legazia Apostolica in Sicilië op. Riggio werd benoemd tot pauselijk huisprelaat en mocht vanaf 1716 de eretitel dragen van Latijns patriarch van Constantinopel. Zijn droom om terug te keren naar Catania viel in duigen toen hij getroffen werd door een hersenbloeding. Riggio stierf in Rome in 1717.
In 1727 legde paus Benedictus XIII, een Napolitaan uit het Spaanse vicekoninkrijk Napels, de ruzie bij met de Spaanse Kroon over de Legazia Apostolica. Riggio’s stoffelijk overschot werd dan, tien jaar na zijn overlijden, overgebracht naar de kathedraal van Catania. Patriarch Riggio kreeg er een marmeren praalgraf.